# Municipio de Union (condado de Stafford)
El municipio de Union (en inglés: Union Township) es un municipio ubicado en el condado de Stafford en el estado estadounidense de Kansas. En el año 2010 tenía una población de 26 habitantes y una densidad poblacional de 0,28 personas por km².

## Geografía
El municipio de Union se encuentra ubicado en las coordenadas 37°52′31″N 98°38′46″O / 37.87528, -98.64611. Según la Oficina del Censo de los Estados Unidos, el municipio tiene una superficie total de 93.54 km², de la cual 93,3 km² corresponden a tierra firme y (0,25 %) 0,24 km² es agua.

## Demografía
Según el censo de 2010, había 26 personas residiendo en el municipio de Union. La densidad de población era de 0,28 hab./km². De los 26 habitantes, el municipio de Union estaba compuesto por el 100 % blancos. Del total de la población el 0 % eran hispanos o latinos de cualquier raza.